# Basiówka
Basiówka – wieś na Ukrainie w rejonie lwowskim (do 2002 roku w rejonie pustomyckim) należącym do obwodu lwowskiego.
W drugiej połowie XIX wieku w Basiówce zamieszkiwał powstaniec listopadowy, Hieronim Winnicki (ur. 1811 na ziemi sanockiej). 
W II Rzeczypospolitej wieś w powiecie lwowskim województwa lwowskiego. W czasie okupacji niemieckiej działała tu polska samoobrona, oparta na strukturach Armii Krajowej. W latach 1943–1945 nacjonaliści ukraińscy z OUN-UPA zamordowali w różnych okolicznościach, poza terenem wioski, 11 Polaków z Basiówki.

## Urodzeni w Basiówce
- Jan Skowron – polski rolnik, poseł na Sejm PRL VI kadencji[3].